# Bioquímica clínica

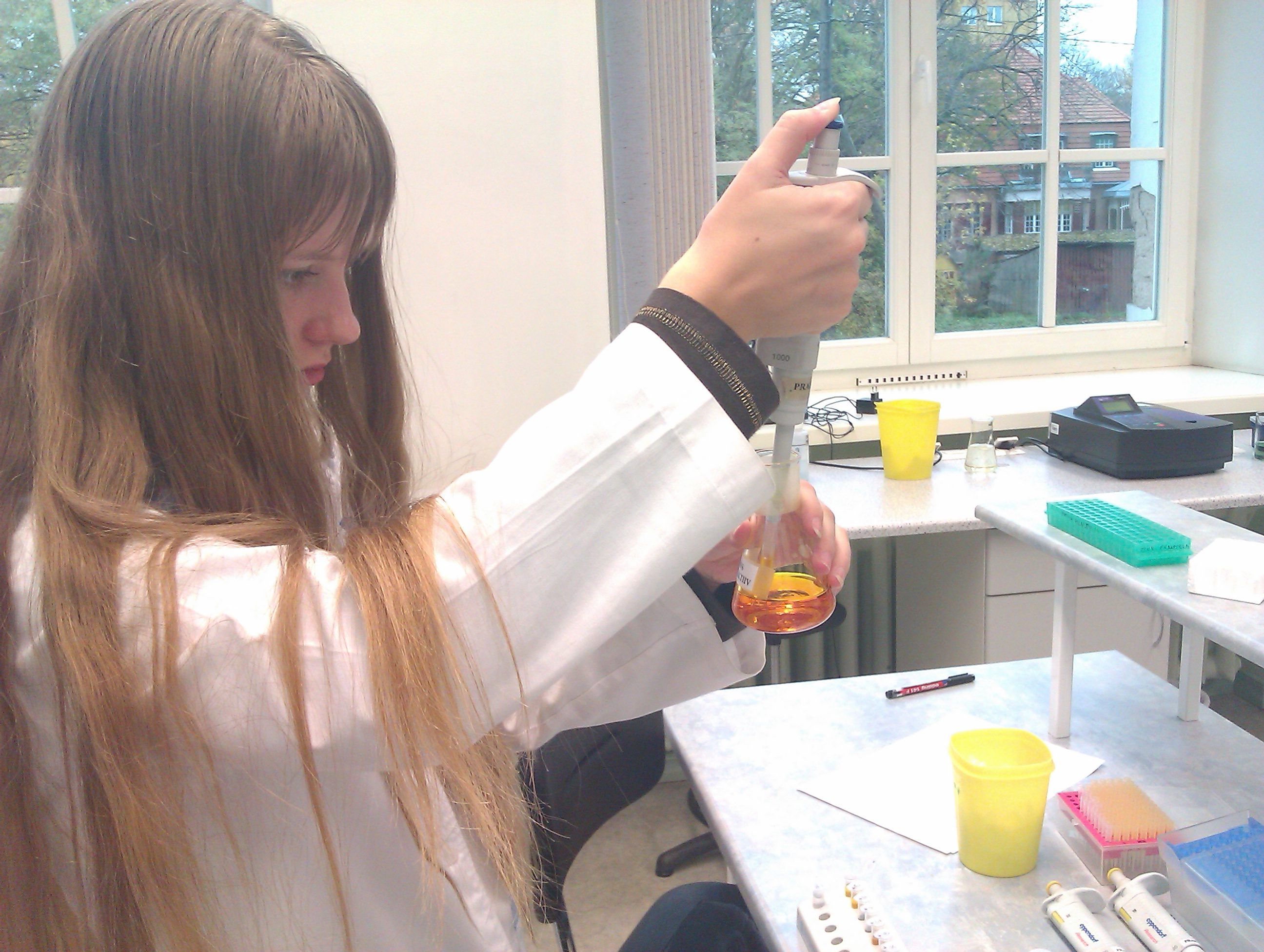

La bioquímica clínica es la rama de las ciencias de laboratorio clínico dedicada al estudio in vitro  de propiedades bioquímicas, con el propósito de suministrar información para la prevención, el diagnóstico, el pronóstico y el tratamiento de las enfermedades. El bioquímico clínico es un experto de laboratorio clínico responsable de la toma de muestras biológicas, su análisis y la validación de los resultados para interpretación clínica.
En España, pueden acceder al aprendizaje de esta especialidad sanitaria los biólogos, bioquímicos, farmacéuticos, médicos y químicos. En México, son los QFB, los QBP, los BQD, los QBC, los QC y los biólogos los profesionales que realizan estos estudios.